# Moncaire
Moncaire este o arie protejată (arie specială de conservare — SAC, sit de importanță comunitară — SCI) din Spania întinsă pe o suprafață de 248,73 ha, integral pe uscat.

## Localizare
Centrul sitului Moncaire este situat la coordonatele 39°48′41″N 2°45′41″E / 39.8115°N 2.7615°E.

## Înființare
Situl Moncaire a fost declarat sit de importanță comunitară în aprilie 2004 pentru a proteja 2 specii de plante și 14 specii de animale. Situl a fost protejat și ca arie specială de conservare în mai 2015.

## Biodiversitate
Situată în ecoregiunea mediteraneană, aria protejată conține 4 habitate naturale: Păduri de Olea și Ceratonia, Lande oro-mediteraneene cu formațiuni endemice de grozamă, Păduri de Quercus ilex și Quercus rotundifolia, Tufărișuri termo-mediteraneene și de pre-deșert.
La baza desemnării sitului se află mai multe specii protejate:
- plante (2): Paeonia cambessedesii, Viola jaubertiana
- păsări (12): vulturul negru (Aegypius monachus), pasărea ogorului (Burhinus oedicnemus), caprimulg (Caprimulgus europaeus), erete de stuf (Circus aeruginosus), Falco eleonorae, șoim călător (Falco peregrinus), Galerida theklae, acvilă pitică (Hieraaetus pennatus), gaia neagră (Milvus migrans), gaia roșie (Milvus milvus), viespar (Pernis apivorus), Sylvia sarda
- amfibieni (1): Alytes muletensis
- nevertebrate (1): croitorul mare al stejarului (Cerambyx cerdo)

Pe lângă speciile protejate, pe teritoriul sitului au mai fost identificate 21 de specii de plante.